# Rafael Maroto
Rafael Maroto Yserns, conde de Casa Maroto (Lorca, España, 15 de octubre de 1783-Valparaíso, Chile, 25 de agosto de 1853) fue un general y noble español que participó en diversos conflictos militares en España y en Chile.
A los dieciocho años de edad intervino en los conflictos y campañas de Godoy conocidos como Guerra de las Naranjas. Participó en la Guerra de la Independencia Española, durante la que fue herido y hecho prisionero en Zaragoza. Recibió un destino en Perú y más tarde luchó en la guerra contra los independentistas chilenos siendo derrotado por el Ejército de los Andes liderado por el capitán general argentino José de San Martín en la batalla de Chacabuco en el año 1817. En España participó también en la Primera Guerra Carlista y fue uno de los firmantes junto con el general liberal Espartero del Convenio de Vergara (también llamado Abrazo de Vergara), que puso fin a la guerra civil entre carlistas e isabelinos, con victoria de estos últimos.

## Primeros años
Hijo de Rafael Maroto, natural de Zamora, (militar e hijo de militar, con el grado de capitán y al que retirado ya del servicio le otorgaron importantes destinos en la vida civil, uno de los cuales fue el de administrativo de Visitador de Rentas en Lorca), y de Margarita Isern, natural de Barcelona. Fue bautizado en la iglesia parroquial de San Cristóbal, donde se conservó la partida de bautismo, documento que sirvió a sus biógrafos para aclarar detalles de su familia. Maroto vivió durante su niñez en la calle Mayor del Barrio de San Cristóbal, frente a la plaza de la Estrella.

## Maroto militar
A los once años partió hacia Cartagena en la provincia de Murcia donde ingresó como cadete subalterno menor de edad en el Regimiento de Infantería Asturias, en 1794, ascendiendo a segundo subteniente el 15 de junio de 1798.

### Campaña de Portugal
A los 18 años fue enviado a la defensa del Departamento de Ferrol en la provincia de La Coruña y desde allí asistió a las campañas que sostuvo Godoy contra los portugueses que mantuvieron su apoyo a los ingleses en contra de Napoleón. Los ingleses habían desembarcado a la altura de Grana (A Graña) y las campañas se desarrollaron del 25 al 26 de agosto de 1800. Por los méritos demostrados en estas operaciones le concedieron un escudo de honor. Después siguió durante dos años agregado a la marina en el Departamento de Ferrol y más tarde regresó a su cuerpo del regimiento Asturias. El 15 de octubre de 1806 obtuvo el grado militar de teniente.

### Guerra de la Independencia española
Rafael Maroto participó también como militar en esta guerra contra el ejército de Napoleón. Los franceses atacaron la plaza de Valencia el 28 de junio de 1808. Maroto defendió la ciudad con las baterías que tenía a su cargo, de santa Catalina y de Torres de Cuarte (este era el nombre que se le daba en la época). Obligó a retirarse al enemigo en una hazaña bélica, por lo que fue reconocido como benemérito a la patria y se le concedió un escudo de honor.
El 23 de noviembre intervino en la batalla de Tudela, el 24 de diciembre, en los ataques de Monte Torrero y Casa Blanca en Zaragoza (o Casablanca) y poco después hizo una salida a la bayoneta para desalojar al enemigo que había tomado estos arrabales.
Con el grado de capitán (ascendió el 8 de septiembre de ese mismo año), Maroto participó también en el sitio de Zaragoza en 1809. Tuvo el mando en el reducto del Pilar, en las baterías de San José, Puerta Quemada y Tenerías. Realizó salidas desde dichas baterías, recibiendo en una ocasión una bala de fusil. Cuando la ciudad de Zaragoza capituló, Maroto fue hecho prisionero de guerra por los franceses, pero tuvo ocasión de fugarse. Por sus hazañas bélicas en Zaragoza recibió un escudo de distinción que llevaba el lema: Recompensa del valor y patriotismo. Fue declarado benemérito de la patria en grado heroico y eminente. Ascendió a teniente coronel el 9 de marzo de este año.
En 1811 estaba destinado en el regimiento de infantería de línea de Valencia. Se ocupó el 24 y 25 de octubre de la defensa a los ataques contra Puzol, alturas del castillo de Sagunto, inmediaciones de Murviedro, y el día 25 de octubre de 1812 de las líneas del Grau, Montolivet y Cuarte, de la línea de Valencia, y de todo el sitio de esta ciudad. Cuando esta plaza capituló, fue hecho prisionero, junto con su regimiento y de nuevo tuvo la oportunidad de fugarse. Tras estos eventos fue destinado al mando del depósito general de tropas con destino a Ultramar.

### En América

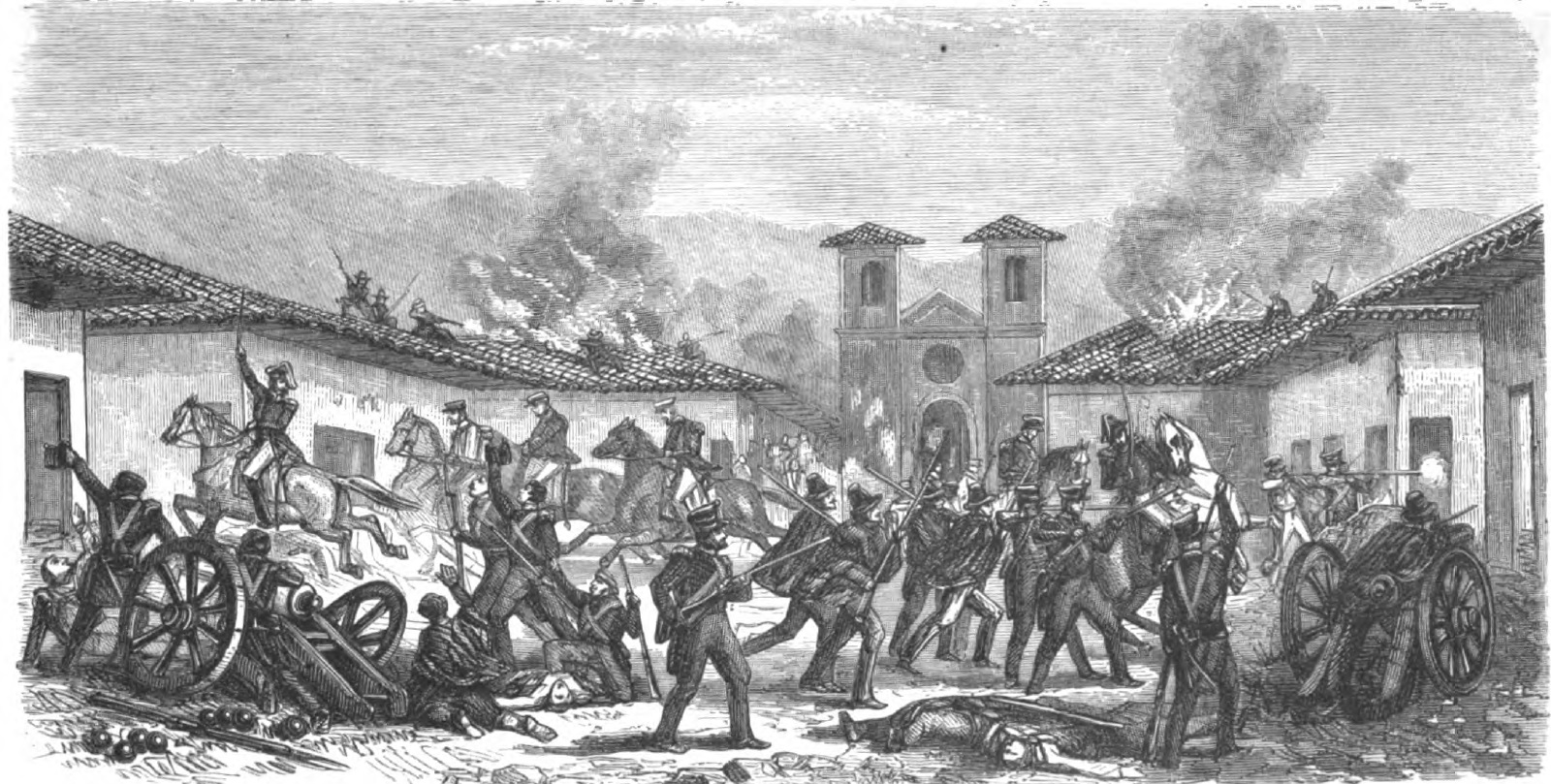
La batalla de Rancagua en donde Maroto participó en la toma de la plaza.

El 16 de noviembre de 1813 se le nombró coronel del Regimiento Talavera de la Reina y al frente de su unidad se hizo a la vela para el Perú el 25 de diciembre del mismo año y el 24 de abril de 1814 desembarcaba en el Callao para socorrer al virrey José Fernando de Abascal y Sousa, que trabajaba arduamente para mantener bajo control español su virreinato y los territorios aledaños. Maroto y sus tropas, puestos a las órdenes del brigadier Mariano Osorio, fueron enviados a Chile, hacia donde embarcaron el 19 de julio de 1814, llegando a la base naval de Talcahuano, núcleo de la actividad realista, el 13 de agosto. Osorio logró organizar con los criollos realistas un ejército de maniobra de unos cinco mil hombres, de los que prácticamente los únicos españoles eran las tropas de maroto
El 1 de octubre los insurgentes presentaron batalla en Rancagua para tratar de impedir que los expedicionarios tomasen Santiago de Chile. Maroto, con el desprecio que muchos de los oficiales recién llegados a América solían mostrar hacia sus oponentes, mandó atacar a sus tropas las fortificaciones del enemigo sin molestarse en enviar avanzadas ni guerrillas. El resultado fue que «los talaveras» (así llamados), acribillados por las descargas, hubieron de retirarse con cuantiosas pérdidas. Al día siguiente Bernardo O’Higgins logró abrirse paso a través de las tropas realistas y retirarse hacia la capital, donde sus oponentes entraron sin resistencia pocos días más tarde. Fuera porque consideraba que se había conducido torpemente en la batalla, fuera por otras razones que desconocemos, lo cierto es que cuando Osorio envío al virrey Abascal la lista de oficiales que debían ser ascendidos tras las últimas victorias el nombre de Maroto se encontraba en ella, pero el portador de la lista llevaba instrucciones reservadas para hacer saber a Abascal que Osorio consideraba que Maroto no debía ser ascendido. Cuando andando los meses Maroto tuvo noticia de que la lista que se había enviado a Madrid iba sin su nombre cursó a Abascal la reclamación oportuna, y este, a quien no había gustado la poco clara forma de proceder de Osorio, acabó dándole la razón el 10 de mayo de 1815 y reconociéndole el grado de brigadier con antigüedad de 8 de noviembre de 1814.
Durante su estancia en Santiago, Maroto entró en relaciones con Antonia Cortés, perteneciente a una rica y noble familia de la oligarquía local, con quien contrajo matrimonio a finales de marzo de 1815, justo antes de abandonar Santiago, donde parece no se encontraba excesivamente a gusto. Acto seguido Maroto, al frente de dos compañías, se dirigió a Arica para auxiliar la campaña de Joaquín de la Pezuela en el Alto Perú. El 15 de junio se unió a sus tropas pero no continuó mucho tiempo con él, pues por motivos que desconocemos Pezuela le mandó formar causa y le envió a Lima. El proceso se interrumpió debido a la mediación de Abascal, que convenció a Pezuela de que no merecía la pena seguir adelante. Tras pasar algún tiempo en Lima, Maroto regresó a Chile, cuya capitanía general había recaído en las manos del mariscal de campo Francisco Casimiro Marcó del Pont, con quien no tardó en indisponerse.
Se casó en Chile en 1816 con Antonia Cortés García, chilena, con la que tuvo siete hijos. Antonia y dos de sus hijas fallecieron en 1830, en un naufragio cuando viajaban rumbo a Chile.
A principios de febrero de 1817 las tropas del Ejército de los Andes de las Provincias Unidas del Río de la Plata, al mando del general argentino José de San Martín, cruzaron los Andes para acabar con el dominio español en Chile. Ante la dispersión de las fuerzas realistas Maroto propuso abandonar la capital y retirarse hacia el Sur, donde podrían mantenerse y obtener recursos para una nueva campaña. La junta militar convocada por Marcó el 8 de febrero hizo suyo el parecer de Maroto, pero a la mañana siguiente el capitán general cambió de parecer y ordenó a Maroto presentar batalla en Chacabuco. La noche anterior al combate Antonio Quintanilla, que más tarde se distinguiría extraordinariamente en la defensa de Chiloé, comento con otro oficial que las posiciones estaban mal elegidas, y que dada la posición de los insurgentes las fuerzas realistas deberían retirarse unas leguas y ocupar los altos de Colina: «Maroto oía esta conversación de una habitación inmediata y su orgullo y presunción no pudieron o le permitieron oírme, pues llamó a un ayudante con aquella voz bronca que tenía y dijo que pusiese una orden general de pena de la vida al que dijese que convenía retirarse».
Aunque Maroto y sus tropas lucharon con valor la batalla se convirtió en una completa derrota. Maroto, que logró escapar merced a la velocidad de su caballo, fue ligeramente herido en la retirada.
Tras celebrar una nueva junta militar en Santiago, Maroto, su mujer, y la mayor parte de las tropas se dirigieron a Valparaíso, donde embarcaron para el Perú. Pezuela, el nuevo virrey, que no sentía gran aprecio por Maroto, consideró sin embargo que «si no dirigió con acierto la desgraciada batalla de Chacabuco, al menos se portó con el valor y serenidad propios de un español y pundonoroso oficial», por lo que le guardo las debidas consideraciones. Maroto fue entonces destinado al Cuzco al frente del par de compañías del Talavera que habían quedado en el Perú, con instrucciones para organizar un nuevo batallón. Descontento con todo y con todos, el 22 de febrero de 1818 se le confió el puesto de presidente y comandante general de la ciudad y provincia de Charcas, en el Alto Perú, ciudad alejada por entonces de la guerra, pero en la que ejerció una notable labor administrativa. Ocurrida en España la revolución de 1820, Maroto, una vez hubo recibido las oportunas órdenes, proclamó la Constitución en Charcas el 23 de octubre de 1820. Allí nacieron y fueron bautizados cuatro de sus hijos: Manuel María Rafael, María del Carmen Agustina, Margarita Antonia y Justa María Mercedes Rufina. Más tarde nacerían Rafael Abdón Ignacio, Víctor, Cándida y Faustino, hijo este último de una criada con la que mantuvo relaciones durante su estancia en Asturias, y al que no reconoció, pero a quien hubo de pasar pensión debido a la denuncia formulada por su madre.
El 1 de enero de 1821 se sublevó la guarnición de Potosí, contra la que marchó Maroto, derrotando a los insurgentes y haciéndose con la ciudad. Sin embargo, al llegar el general Pedro Antonio Olañeta, que como lugarteniente del virrey ejercía su autoridad en todo el Alto Perú, le ordenó volverse a Charcas, lo que dio lugar a una acalorada discusión con Maroto, que acabó cumpliendo las órdenes recibidas. Las desavenencias entre ambos se hicieron aún mayores cuando durante la breve invasión del Alto Perú por Andrés de Santa Cruz. Maroto se negó a cumplir las órdenes de Olañeta, que representó acaloradamente en su contra al virrey La Serna, aduciendo, entre otras cosas, que «desde que este señor puso los pies en América, no ha hecho más que fomentar la insubordinación y expresarse mal contra las autoridades». El virrey, que no confiaba en exceso en Olañeta, optó por promover a ambos a Mariscales de Campo, pese a que el papel jugado por Olañeta en la campaña había sido limitado, y el de Maroto nulo.
Las desavenencias entre Maroto y Olañeta culminaron en 1824, cuando Olañeta, que se había propuesto restablecer el régimen absolutista en el Perú, como ya lo estaba en España, marchó con sus tropas contra él, obligándole a abandonar sus posiciones. Pese a los intentos de diálogo del Virrey la cuestión degeneró en una guerra civil que debilitó a las tropas realistas y permitió la pérdida del Perú. Maroto fue entonces nombrado por La Serna jefe de una de las tres divisiones que al mando del general José de Canterac debía hacer frente a la invasión de Antonio José de Sucre. Tras la acción de Junín Maroto mantuvo fuertes disensiones con Canterac y acabó dimitiendo, pues consideraba que la retirada de las fuerzas realistas se estaba llevando a cabo de forma inadecuada. Nombrado gobernador de Puno allí le sorprendió la capitulación de Ayacucho, en la que quedó comprendido. En compañía de La Serna y otros oficiales, Maroto y su familia embarcaron en la fragata francesa Hernestine, que arribó a Burdeos a mediados de 1825.

### De nuevo en España
Tras su regreso de América el 1 de julio de 1825 fue encomendado al ejército de Castilla la Vieja con residencia en Valladolid donde estaba la Capitanía General. El 1 de septiembre de ese año, el capitán general le nombró jefe organizador para restablecer el orden con el mando de las armas y en los voluntarios realistas del principado de Asturias. Más tarde, el 11 de julio de 1828 se le destinó por Real Orden al cuartel de Pamplona. El 21 de junio de 1829, el rey le concedió el cuartel en el Ejército de Castilla la Nueva con residencia en Madrid. El 15 de marzo de 1832 fue nombrado comandante general de la provincia de Toledo, puesto al que renunció el 31 de octubre, según nos cuenta, porque habiendo sido requerido por el conde de Negri para que apoyase una sublevación al frente de sus tropas, consideró que antes de actuar contra el gobierno debía romper todos sus vínculos con el mismo. Por este mismo motivo se negó a aceptar el cargo que se le confirió el 5 de enero de 1833 de segundo cabo y comandante general de las provincias vascongadas.

## La causa carlista

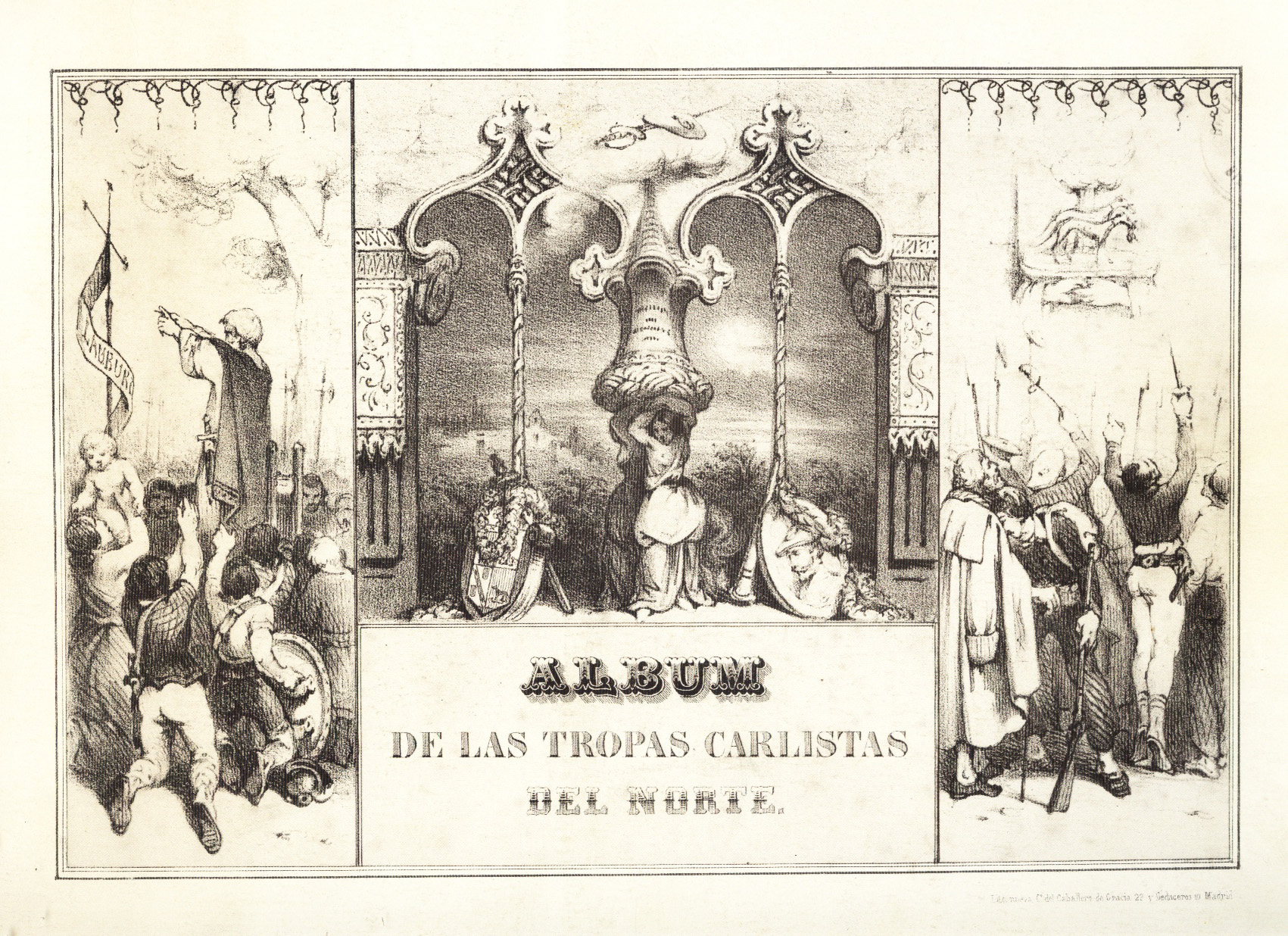
Álbum de las tropas carlistas del norte. Madrid, s/f.

Maroto cuenta en el documento titulado "Manifiesto razonado de las causas del convenio de Vergara", cómo y por qué se unió a la causa carlista. Insiste en que no fue el deseo de medrar, pues su posición social y profesional y el futuro que le esperaba eran de gran fortuna. Asegura que tomó la decisión de seguir al pretendiente de la corona don Carlos, hermano del rey Fernando VII y tío de la futura reina Isabel II por pensar que era lo mejor para España pues creyó más oportuno el posible reinado de don Carlos que el de una niña de tres años cuya minoría de edad traería consigo una regencia poco clara (a su entender). Maroto por aquel entonces tenía más fe en la persona de don Carlos, en la que veía las cualidades de principios religiosos, sistema ordenado y económico en su propia casa y observancia de las leyes. También el propio Maroto confiesa que al seguir a un príncipe proscrito estaba casi seguro del fracaso y de que las victorias que se conseguirían serían pobres, de un terreno palmo a palmo, poco extenso, sin grandes y espectaculares avances y que además ellos no serían tratados como auténticos militares sino como bandoleros y traidores.

### Primeros pasos
Maroto se encontraba en Toledo con el cargo de comandante general de la provincia cuando recibió la visita de Ignacio de Negri y Mendizábal, conde de Negri, uno de los primeros personajes conspiradores carlistas de 1833. Después de la entrevista, Maroto dedicó un tiempo a considerar la causa de los revolucionarios y finalmente optó con toda calma y convencimiento por unirse a ellos. Se le pidió que, dada su posición y estando al frente de una guarnición, diera allí mismo un golpe militar, lo que habría servido de gran apoyo. Rafael Maroto era un hombre estricto y leal y no le pareció ético lo que le proponían. No quiso que su alistamiento en las filas carlistas se iniciara con una traición a la bandera que había jurado, ni con una huida. Eligió seguir los pasos legalmente y comenzó por dimitir de su cargo y posición en la comandancia general. Una vez roto este vínculo, nada le impidió pasarse al otro bando.
Marchó a Madrid donde Negri le dio instrucciones y donde se estaba preparando formalmente el partido carlista. En Madrid tuvieron lugar las primeras reuniones de comités revolucionarios. El rey Fernando VII estaba ya gravemente enfermo y su muerte próxima. Propuso entonces Maroto a Don Carlos que se intentase un pronunciamiento para proclamarle regente durante la enfermedad de su hermano, pero el Infante se opuso a la idea “y los que la propusieron no fueron creídos leales servidores, porque no vestían hábitos o sotana, porque decían que en las cosas de la tierra era menester hacer algo para que el cielo ayudase”. El gobierno detectó las conspiraciones y un gran número de personas comprometidas fueron encarceladas. Maroto no sólo se salvó de estas primeras persecuciones sino que fue nombrado comandante general, segundo cabo, de las provincias vascongadas, cargo al que renunció de inmediato. Este proceder no fue bien acogido por el gobierno que averiguó las nuevas ideas del general debido a las investigaciones realizadas tras la sublevación del coronel Juan Campos y España y determinó su arresto allí mismo, en el ministerio donde él acababa de presentar personalmente y con toda formalidad su renuncia.

### Los calabozos y las fugas
Fue conducido a la cárcel permaneciendo en un calabozo durante ocho meses a lo largo de los cuales enfermó de gravedad, perdió casi del todo la vista y se quedó completamente calvo. Desde esta primera prisión, Maroto se vio desterrado a Sevilla y allí pudo obtener el traslado a Granada (donde se encontraba su familia) decidido a rehacer su vida y ocuparse de los suyos. Pasado algún tiempo le informaron en secreto que sería nuevamente preso y trasladado a un calabozo de Ceuta. Fue entonces cuando Maroto preparó rápidamente la fuga, disfrazado, ayudado física y económicamente por amigos y acompañado y guiado en el viaje por unos contrabandistas.
Desde Granada se dirigió a Madrid, de allí a Extremadura, de donde salió en dirección a Valencia, donde fletó un barco que debía llevarle a Gibraltar pero que terminó en Algeciras. Por fin llegó a Gibraltar y desde esta plaza se dirigió a los pocos días a Portugal donde se encontraba don Carlos junto a un pequeño y variado séquito. Estaban con él algunos generales, militares de otras graduaciones, eclesiásticos y personas varias. Uno de los individuos que más influencia tenía en las decisiones del pretendiente era el obispo de León Joaquín Abarca, nombrado ministro de la Guerra, consejero y favorito. Los historiadores afirman que este personaje no tenía dotes ni conocimientos militares y que no pasaba de ser un hábil cortesano con el talento de agradar a los príncipes.
En Portugal Maroto demostró a don Carlos su pericia como militar experto y como persona leal y sin ambiciones cortesanas. Y fue en Portugal donde Maroto se vio implicado en los primeros encuentros bélicos con las tropas reales seguidoras de la causa isabelina, salvando de emboscadas y batallas inútiles a don Carlos y sus seguidores (que pasaban unos momentos cruciales de estado errante y dubitativo) y organizando constantes fugas necesarias por lo mal que se estaba llevando el plan militar. Tras los fracasos de los carlistas en Portugal y ayudados por el comisionado inglés, el coronel Wylde, que había sido enviado por la Corona inglesa como observador y testigo, el pretendiente, su séquito y algunos militares entre los que se encontraba Maroto embarcaron en el puerto de Lisboa a bordo del navío HMS Donegal que les conduciría a Inglaterra.

### Llegada a las filas carlistas
Maroto salió de Inglaterra unos días después de que lo hiciera el séquito del pretendiente, pero ante su sorpresa fue detenido y arrestado en Calais y desde allí fue conducido a París donde le encarcelaron contra todo derecho de gentes, pues no había motivo ni por delito ni por falta de documentación. Cuando al poco tiempo obtuvo la libertad pidió el pasaporte para marchar a Italia, pero se detuvo un tiempo en Niza para recuperar la salud y planear la manera de entrar en España en lugar de dirigirse a Italia. Pudo atravesar sin dificultad el sur de Francia y llegar a Burdeos y desde allí se dirigió a Navarra, ayudado y protegido por los seguidores carlistas franceses.
Al llegar al territorio controlado por los carlistas, Maroto fue muy bien recibido por el Pretendiente, que le sentó en numerosas ocasiones a su mesa y trató de darle un mando de responsabilidad, lo que no pudo lograrse debido a la oposición de Zumalacárregui, que siempre vio a Maroto con prevención. Cuando este fue herido en Bilbao, Maroto recibió la orden directa de don Carlos de reemplazarle y tomar el mando de su ejército. Sin embargo la orden escrita, manipulada, fue confusa y casi contraria: le mandaban que permaneciese en el ejército pero a las órdenes de Eraso, general mariscal de campo, hasta que, por razones de salud, esta persona se retirase del ejército del Norte. Se le decía que tuviera paciencia y que en el entretanto observase las acciones de dicho general que podían ser sospechosas. Dado su carácter serio y de auténtico militar, Maroto pudo granjearse en esta etapa la amistad y confianza de los combatientes, en especial de los soldados.
Se enfrentó por primera vez con el general Baldomero Espartero en el Sitio de Bilbao; esta plaza estaba decidida a rendirse a los carlistas si las tropas de Espartero no conseguían prestarles ayuda. Ambos ejércitos la sitiaron durante unos días. En esas circunstancias llegó el general carlista Vicente González Moreno, que a la muerte de Zumalacárregui (el 25 de junio de 1835), había recibido el nombramiento para el mando del ejército del Norte, aun cuando había sido prometido a Maroto (no debe olvidarse que antes de empezar la guerra Maroto era sólo mariscal de campo y Moreno teniente general). El general Moreno no era un buen estratega y además demostró pronto su antipatía y animadversión hacia Maroto, hecho este que se tradujo en una serie de actos poco afortunados desde el punto de vista militar. Las órdenes de este general en el enfrentamiento con Espartero no consiguieron otra cosa que la supremacía de las fuerzas isabelinas que entraron en la plaza de Bilbao sin la menor oposición.

### Maroto general del ejército de Vizcaya

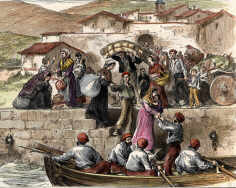
Mujeres huyendo en Guetaria del Sitio de Bilbao.

Tras unos meses de inactividad militar, en que le fue preciso seguir el cortejo de don Carlos en plan cortesano, Maroto fue nombrado comandante general de las fuerzas del señorío de Vizcaya cuyo cargo estaba vacante a causa de la prisión del marqués de Valdespina y Zabala. Una vez al frente de este ejército, estudió el modo de sacar el mayor partido posible poniendo en marcha una buena organización y disciplina militar. Obtuvo gran ayuda de la diputación del Señorío y de los hombres de los batallones. Con el ejército a punto, marchó sobre la plaza de Bilbao, tomó la ría, cortó la comunicación y obstruyó todas las salidas, todo sin emplear la artillería de la que carecía en absoluto. Obtuvo considerables ventajas en escaramuzas sostenidas contra las fuerzas británicas que habían desembarcado para apoyar la causa de la reina. El general Maroto siguió defendiendo su emplazamiento alrededor de Bilbao como pudo y pidió artillería y refuerzos que nunca llegaron sino todo lo contrario, pues le separaron dos batallones que fueron enviados a la línea de San Sebastián.
Estando así las cosas, llegó Espartero con un gran ejército. El enfrentamiento fue en los altos de Arrigorriaga donde dominó el ejército carlista consiguiendo que Espartero se retirase a Bilbao precipitadamente y con desorden.
La plaza de Bilbao era muy importante pero la falta de unión entre las huestes carlistas impedía la toma de la ciudad siguiendo un sistema puramente militar. Las rivalidades y la falta de sentido militar de la mayoría de los mandos hacía imposible llevar a cabo la estrategia que Maroto proponía. A los pocos días recibió la orden de que entregara el mando al brigadier Sarasa y que permaneciera a la espera de nuevo destino. La guerra continuó su rumbo, impidiendo a los carlistas una marcha favorable, por las intrigas y desavenencias habidas entre sus propios jefes y generales.

### Maroto jefe de las fuerzas de Cataluña
El nuevo destino fue en las fuerzas de Cataluña, lo que probablemente fuera consecuencia de sus maniobras contra el teniente general Nazario Eguía, que había sustituido a González Moreno al frente del ejército del Norte. El viaje hasta llegar a Cataluña fue arduo y costoso. Desde Bayona llegó a Marsella para acceder después a los Pirineos atravesándolos a pie, soportando tormentas, lluvias y vendavales, acompañado de dos hombres que le servían de guía.
Al llegar al Principado, Maroto se hizo cargo de un ejército que no llegaba a los once mil hombres, y cuya instrucción, si de tal puede hablarse, dejaba mucho que desear. El 7 de septiembre Maroto dio comienzo al asedio de Prats de Llusanés, que se vio obligado a abandonar ante la derrota de las fuerzas que trataron de impedir la llegada de una columna de socorro. Sin desanimarse por ello, dedicó los días siguientes a instruir los batallones que estaban a sus inmediatas órdenes, 

«y estableció en ellos tan rigurosa disciplina en ocho días... que no se vio mejor en la División de vanguardia, formada después por el conde de España»

 Sin embargo, el 4 de octubre era derrotado y muerto en San Quirico de Besora el barón de Ortafá, su segundo, en una acción cuyo resultado fue atribuido por los catalanes a no haber sido socorrido a tiempo por Maroto.
Mas no fue la oposición de los jefes catalanes lo que motivó la salida de Maroto de Cataluña, sino el hecho de considerarse traicionado por no haber recibido los recursos con que esperaba poder contar cuando abandonó Navarra. Así, tras efectuar al intendente Díaz de Labandero peticiones de armamento y uniformes totalmente imposibles de cumplir, Maroto abandonó Cataluña el 5 de octubre con el pretexto de marchar a ver a don Carlos para notificarle la verdadera situación de la guerra en aquel territorio, cumpliendo así. 

«mi propósito de dejar el mando de las fuerzas catalanas... no siendo de mi carácter llevar una vida desastrosa y digna sólo de un capitán de bandoleros»

Los catalanes abominaron de un jefe que les había dejado abandonados, y en la corte de don Carlos no se vio con buenos ojos a quien no parecía haberse esforzado todo lo posible en cumplir la misión que le había sido encomendada.
En su viaje de regreso se vio envuelto en nuevas aventuras por Francia donde estuvo encarcelado en Perpiñán y Tours, hasta que pudo fugarse con el auxilio de su ayudante de campo José Burdeos y algunos legitimistas.

### La defensa de Estella
Don Carlos le llamó otra vez para organizar las tropas del ejército y Maroto accedió. Puso en orden los batallones ampliando sus filas con soldados dispersos. Restableció la disciplina y mandó construir trincheras y obras de fortificación que cubrieron la ciudad de Estella, dando órdenes severas para recaudar toda clase de subsistencias. Además hizo una campaña para alentar el espíritu público.
Planeó la defensa de Estella y su zona, ordenando el desalojo de los pueblos por donde se suponía que habría de pasar el ejército de Espartero que se sabía estaba decidido a la toma de esta ciudad. Maroto consiguió la retirada de este general con lo que aumentaron los ánimos y la esperanza de su gente.
La idea de Maroto era conservar todas las provincias vascongadas (así se llamaban en la época) como punto de apoyo y residencia de la futura corte de don Carlos hasta que se le abrieran las puertas de Madrid. Para ello trató de ponerse en contacto con el general Cabrera para establecer una línea de operaciones por el Alto Aragón. Formó cinco batallones, aumentó la caballería (haciendo contratas de caballos extranjeros) y durante un tiempo dirigió escaramuzas, defensas y ataques contra las tropas realistas por tierras navarras.
Nuevas conspiraciones, denuncias y desavenencias llegaron a convertirse en una conjura para llevar a cabo el asesinato de Maroto, pero el asunto no prosperó. Su más encarnizado enemigo en esta época fue el carlista José Arias Teijeiro, nombrado por el pretendiente, subsecretario de Gracia y Justicia. Firmó muchas sentencias de muerte de los principales generales, acusándoles de sedición. Eran los generales a los que se llamaba despectivamente de carta y compás, reputados también de masones.

### Los fusilamientos de Estella

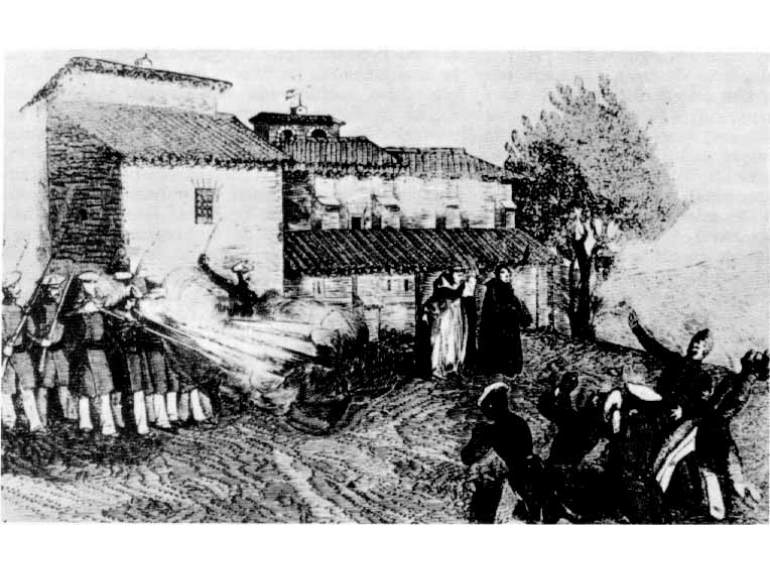
Recreación artística de los fusilamientos de Estella. Publicada por vez primera a la obra Galería Militar Contemporánea de 1846.

Maroto envió a Estella al emisario Carmona (que también conspiraba contra él) que debía comunicar sus órdenes al militar Francisco García, cabecilla de la conspiración contra Maroto en esta ciudad. Este militar había sido Comisario de Guerra durante el reinado de Fernando VII y ahora pertenecía al grupo de Teijeiro, enemigos del general Maroto, dispuesto en Estella a insubordinar a las tropas y desobedecer las órdenes de su general. Se les acusaba de sedición. Las órdenes de Maroto era que le esperasen en un determinado lugar, con el regimiento en pleno para poderle arengar. Las crónicas que cuentan estos acontecimientos narran que Maroto entró en Estella en compañía de su escolta, aunque otras fuerzas le seguían a distancia. Las calles estaban vacías y Francisco García esperaba en su casa, haciendo caso omiso de las órdenes recibidas con anterioridad. A las 8 de la noche Maroto recibió la noticia de que García había sido arrestado por su gente (la gente de Maroto), cuando preparaba la huida disfrazado de cura. El ejército de Estella apoyaba a su general y no acataba más órdenes que las suyas, cosa que dio gran seguridad a Maroto. Después de este arresto fue hecho prisionero también el emisario Carmona y los seguidores de Francisco García. La sedición militar de todos ellos fue comprobada públicamente. Anteriormente habían sido arrestados los generales Juan Antonio Guergué, Francisco García y Pablo Sanz Baeza, más el intendente Úriz.
Se les encerró en el castillo del Puy junto con otros sediciosos y el 18 de febrero de 1839 fue ejecutada la orden de fusilamiento. Fueron fusilados los generales Pablo Sanz y Baeza, Juan Antonio Guergué y Francisco García, el oficial Luis Antonio Ibáñez, el brigadier Teodoro Carmona y el intendente Francisco Javier Úriz.
Después de los hechos, Maroto escribió a don Carlos una detallada carta con información sobre las conspiraciones y desavenencias en el seno mismo de los carlistas del norte, así como una denuncia sobre la suerte que corrían en aquellos momentos los jefes militares beneméritos a la sazón encerrados en prisiones. Al mismo tiempo que hizo llegar dicha carta a su destinatario, dio a conocer al público el documento por medio de la imprenta.
Todos estos acontecimientos fueron recogidos y escritos por el militar de la época Manuel Lassala y Soleras en un libro que llevaba el larguísimo título de: Historia del partido carlista, de sus divisiones, de su gobierno, de sus ideas, y del convenio de Vergara: con noticias biográficas que dan a conocer cuales han sido don Carlos, sus generales, sus favoritos y principales ministros.
Por su parte, Pío Baroja, en su obra Aviraneta o la vida de un conspirador, narra así lo sucedido en Estella:

«Un día corrió el rumor de que Maroto se acercaba al pueblo con sus tropas... Estos rumores eran ciertos. Maroto estaba ya a las puertas de la ciudad. A media tarde empezaron a entrar en Estella los soldados del generalísimo. El general García hizo la baladronada de asomarse al balcón de su casa y no le saludó ni se presentó a él. Decían que los batallones navarros estaban tomando posiciones... para oponerse al avance de Maroto, pero no era verdad. De madrugada pasaron por las armas a los generales navarros Guergué, García, Sanz y Carmona. Los fusilaron en una era detrás de la Casa del prior, de espaldas y arrodillados, como a los traidores»

### Reacciones
A raíz de estos hechos, Teixeiro redactó un decreto que el pretendiente firmó. En este documento don Carlos declinaba toda responsabilidad de los hechos, acusaba a Maroto de crímenes y arbitrariedades y amenazaba a quienes le apoyaban: […] Separado ya del mando del ejército lo declaro traidor, como a cualquiera que después de esta declaración, a que quiero se dé la mayor publicidad, le auxilie u obedezca. […]. Sin embargo los comandantes de los batallones de Estella presentaron sus respetos y lealtad a Maroto, desobedeciendo el decreto.
Maroto mandó reunir a los batallones en el camino real que iba de Vitoria a Pamplona (en total más de 7000 hombres). En medio de un respetuoso silencio ordenó leer en voz alta el decreto acusatorio. Al concluir, se ofreció para que cumplieran con lo que sus conciencias les dictaran. Pero fue aclamado y vitoreado con un gran griterío tanto por los soldados como por sus jefes entre los que se encontraba el conde Negri. Al final del acto, Maroto correspondió con esta frase: He triunfado de la arbitrariedad, injusticia y obcecación de un príncipe, y la historia me juzgará en su día.
Los carlistas Urbiztondo, Silvestre, Izarbe y el conde Negri se entrevistaron con don Carlos haciéndole ver que la actuación de Maroto como militar había sido la correcta, después de lo cual, el príncipe firmó un nuevo decreto en el que se retractaba del anterior, se mandaba recoger y quemar los ejemplares del manifiesto publicado y se devolvía a Maroto el honor militar. Además fueron desterrados 25 individuos, (militares, clérigos y civiles) implicados en los ataques a Maroto. Fueron conducidos a Francia por los comisionados general Urbiztondo, coronel Leandro Eguía, teniente coronel Rafael Erausquin, custodiados por una compañía alavesa.

### El partidomarotista
A pesar de los hechos anteriores, no cesaron las intrigas y hostilidades entre los enemigos y los seguidores de Maroto. Así las cosas, surgió y creció un partido llamado marotista, fieles todos a la causa carlista pero opuestos a cómo se estaba llevando la guerra.

### Preliminares para el Convenio
- Artículo relacionado: Convenio de Vergara

Después del fracaso de la Expedición Real, el general Espartero recibió un oficio firmado por el secretario del despacho de guerra del gobierno de la reina Isabel II en que se le facultaba para la terminación de la guerra y para el gasto de 25 millones de reales en las tramitaciones. El general Alaix en nombre de Espartero, comunicó a Maroto dicho oficio. Este insistió en que haría lo que fuera mejor para el bien de España. Se decidió una entrevista entre los dos generales oponentes que tuvo lugar en la ermita de san Antolín de Abadiano cerca de Durango. A la conferencia de Abadiano asistieron también el coronel inglés Wylde como observador, dada la mediación que en el conflicto había jugado Inglaterra desde tiempo atrás, y el brigadier Francisco Linage, secretario de Espartero. Pero las negociaciones quedaron rotas por el asunto de los fueros: Maroto había prometido defenderlos y Espartero alegó que eran opuestos a la Constitución.
En aquellos momentos ambos ejércitos se encontraban enfrentados y preparados pero no entraron en acción. Al poco Espartero insistió en las negociaciones. Los jefes presentes en la lectura del manifiesto decidieron nombrar una comisión para acordar con él la negociación. La Torre y Urbiztondo marcharon al frente de la comisión (sin Maroto) y formalizaron con Espartero el convenio, cuyo primer escrito no tenía todavía la firma de Maroto, aunque todo lo que se exponía era en su nombre. Más tarde Espartero enviaría una copia a Maroto con el ruego de que la firmara formalmente.
El artículo primero del acuerdo estaba relacionado con los fueros y en él se decía que

«El capitán general don Baldomero Espartero recomendará con interés al gobierno el cumplimiento de su oferta de comprometerse formalmente a proponer a las cortes la concesión o modificación de los fueros.»

A pesar de haber sido firmado el convenio por tantos altos jefes, los batallones navarros sobre todo, sintieron una cierta repugnancia, desconfianza y descontento, incluso hubo oficiales que intentaron la sublevación.

### 31 de agosto de 1839
En Vergara esperaba el general Espartero con las tropas constitucionales. Cuando llegaron los batallones y escuadrones castellanos, más los vizcaínos y guipuzcoanos, Espartero les arengó y les dio a elegir entre permanecer al servicio de la reina o volverse a sus casas. Según cuentan los historiadores, todos decidieron la adhesión al convenio.
Después fue la arenga de Rafael Maroto:

«Voluntarios y pueblos vascongados, nadie más entusiasta que yo para sostener los derechos al trono de las Españas a favor del señor don Carlos María Isidro de Borbón cuando me pronuncié, pero ninguno más convencido por la experiencia de multitud de acontecimientos, de que jamás podría este príncipe hacer la felicidad de mi patria, único estímulo de mi corazón. […]»

Las arengas de Maroto y de Espartero constan en acta y se conservan debidamente.
En el Cuartel General de Vergara, el 1.º de septiembre de 1839, Espartero arengó por última vez a los pueblos vascongados y navarros, les notificó la paz firmada en los campos de Vergara y la incorporación de los ejércitos a su mando:

«El general don Rafael Maroto y las divisiones Vizcaína, Guipuzcoana y Castellana, que sólo han recibido desaires y tristes desengaños del pretendido rey han escuchado ya la voz de paz y se han unido al ejército de mi mando para terminar la guerra.»

Terminada la contienda, se le revalidó la graduación de teniente general y se le nombró ministro del Supremo Tribunal de Guerra y Marina.

## Últimos años

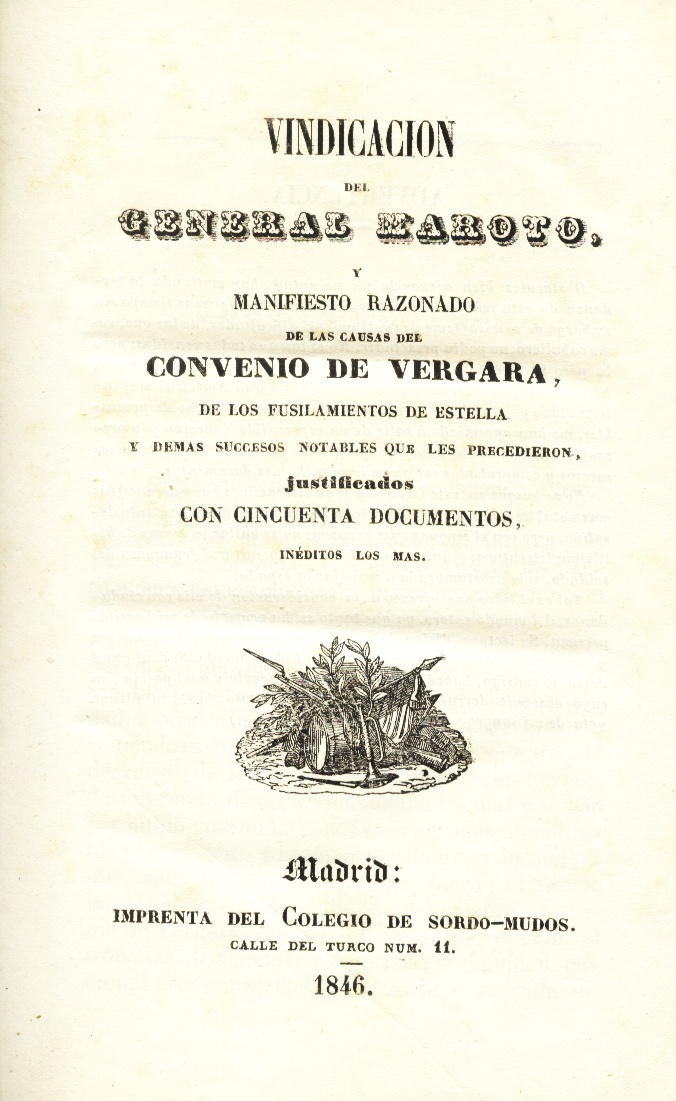
Vindicación del General Maroto y manifiesto razonado de las causas del Convenio de Vergara, de los fusilamientos de Estella y demás sucesos notables que les precedieron justificados con cincuenta documentos, inéditos los más. Madrid, 1846. Primera edición de la Vindicación de Maroto escrita por Antonio Pirala.

El 11 de septiembre de 1846 emprendió el regreso a Chile, donde conservaba algunas propiedades, desembarcando en Valparaíso el 22 de diciembre y estableciéndose en la hacienda que su difunta esposa tenía en Concón. Su muerte tuvo lugar en Valparaíso el 25 de agosto de 1853, ciudad a la que se había trasladado durante su última enfermedad en busca de cuidados más apropiados y en cuyo cementerio fue enterrado bajo una lápida que hacía constar su condición de teniente general del ejército español y sus títulos nobiliarios de vizconde de Elgueta y conde de Casa Maroto. Posteriormente, y con motivo de los actos conmemorativos de la batalla de Chacabuco sus restos fueron trasladados al Panteón de Jefes y Oficiales del Ejército de Chile el 2 de junio de 1918 y ubicados en el nicho número 77 con la siguiente inscripción: «El Ejército de Chile al brigadier del Ejército español D. Rafael Maroto».
Rafael Maroto es una figura controvertida. Algunos historiadores tachan de traición hacia la causa carlista su intervención en la paz de Vergara y otros opinan que fue un acto inteligente y bien llevado, aduciendo que el ejército del pretendiente se encontraba casi extinguido y sin salida. Sin embargo, un vistazo a los estados de fuerzas que incluye Antonio Pirala en su Historia de la Guerra Civil y de los Partidos Liberal y Carlista para 1839 no parece secundar esta segunda opinión.

## Hoja de servicios
| Año  | Día y mes       | Empleo |
| ---- | --------------- | --- |
| 1794 | 1 de abril      | Ingresó como cadete subalterno menor de edad en el Regimiento de Infantería de Asturias.                                                             |
| 1798 | 15 de junio     | Fue nombrado Segundo subteniente. |
| 1801 | 23 de octubre   | Tiene el grado de Primer subteniente |
| 1806 | 15 de octubre   | Es nombrado teniente |
| 1808 | 8 de septiembre | Asciende a capitán |
| 1809 | 9 de marzo      | Ascenso a teniente coronel |
| 1811 | 6 de diciembre  | Se le nombra sargento mayor |
| 1813 | 16 de noviembre | Asciende a coronel |
| 1814 | 8 de noviembre  | Brigadier |
| 1823 | 5 de octubre    | Mariscal de Campo |
| 1832 |                 | Comandante general de la provincia de Toledo |
| 1836 |                 | Comandante general de las fuerzas del Señorío de Vizcaya                                                                                             |
| 1839 |                 | En virtud del Convenio de Vergara se le revalida el cargo de Teniente General obtenido en 1834 al incorporarse a las filas de don Carlos en Portugal |

## Condecoraciones
- Gran cruz de la Orden de Isabel la Católica, concedida el 6 de febrero de 1827 por el rey Fernando VII.
- Caballero de la Orden de San Hermenegildo.
- Cruces y diplomas de distinción por la defensa de Zaragoza y su segundo sitio.
- Tres escudos de distinción por las campañas en la Guerra de la Independencia Española.

## Maroto y los Episodios Nacionales
En los Episodios nacionales de Benito Pérez Galdós se hace mención a la figura del general Maroto en varias novelas.

Odiaba cordialmente a Maroto, no por mal militar, que no lo era, ni por desafecto a su causa, sino porque en cierta ocasión de apuro, atravesando la frontera de Portugal, había soltado D. Rafael en los regios oídos la interjección más común en bocas españolas, desacato que el meticuloso Rey no perdonó nunca..
Vergara cap. XXVI

Otro de los que abandonaron a media tarde la regia morada fue D. Rafael Maroto, figura de primera magnitud en el carlismo, que abrazó con ardor desde los primeros días del cisma dinástico.
De Oñate a La Granja, cap. XX

Algunos tuvimos el proyecto de proclamar la Constitución en el Perú; pero el traidor de Maroto se opuso.
Un faccioso más y algunos frailes menos

## Otras fuentes
- Documentación del expediente militar de Rafael Maroto facilitada por el Archivo General Militar de Segovia (febrero de 2006) a petición de Lourdes Cardenal.